# Ichneumon molitorius
Ichneumon molitorius là một loài tò vò trong họ Ichneumonidae.